# .dd
.dd byla internetová národní doména nejvyššího řádu pro Německou demokratickou republiku.
Po přičlenění NDR ke Spolkové republice Německo se používá ccTLD pro západní Německo, tedy .de. Kód ISO 3166-1 pro východní Německo byl zrušen v roce 1990.